# Colors (álbum de Beck)
Colors é o décimo terceiro álbum do músico americano Beck, lançado em 13 de outubro de 2017 pela Capitol Records. O álbum foi gravado entre 2013 e 2017, com a produção de Greg Kurstin. O primeiro single, "Dreams", foi lançado em junho de 2015, enquanto os demais foram lançados em junho de 2016 e setembro de 2017.

## Antecedentes
O álbum Colors foi gravado no estúdio do produtor Greg Kurstin em Los Angeles entre 2013 e 2017. O cantor descreveu o processo de gravação para a revista NME, dizendo que "no primeiro ano, experimentamos e falhamos diversas vezes. Eu estava constantemente em turnê e tentava trazer minha energia de volta ao estúdio, o que não é fácil. Dreams foi a primeira das canções que me fez voltar ao que eu precisava."

## Temas e influências
A revista Q descreveu a canção "Seventh Heaven" como um "pop clássico perdido dos anos 80" e "Dear Life" como "psicodelismo luxuoso que Beatles utilizava, além de uma crise existencial na letra." Em uma entrevista à revista NME, Beck disse que "o resto do álbum é provavelmente o que existe entre o intervalo de "Dreams" e "Wow"." Para a Rolling Stone, comentou que "as músicas estão ainda mais complexas. Não são retrô nem modernas."

## Lançamento
Em 18 de julho de 2017, Beck divulgou o título do seu novo álbum ao postar uma foto da obra do artista John Baldessari, "Tips For Artists Who Want to Sell" em sua conta do Instagram. Em seguida, o título e data do álbum vazaram acidentalmente por um website de pré-venda do álbum que configurou a visualização para pública. Em 11 de agosto de 2017, Beck anunciou que oficialmente o álbum se chamaria Colors e seria lançado em outubro de 2017. O videoclipe para a canção "Up All Night" foi lançado em 9 de agosto de 2017 durante uma conferência da Capitol Records no Hollywood's Arclight Cinemas. Além disso, a canção "Up All Night" apareceu natrilha sonora do jogo FIFA 17 e foi usada em um comercial de relógios da Fossil Group.

## Singles
"Dreams" foi lançada em 15 de junho de 2015 como single principal do álbum. A canção foi inspirada no grupo MGMT e contrastou o clima sombrio do último álbum de Beck, Morning Phase. Beck disse, naquele momento, que "estava tentando fazer algo que seria bom de ser tocado ao vivo."  A canção foi tocada na rádio Beats 1 e na estação de rádio da Apple Music, com 65 reproduções em julho de 2015. Segundo Rolling Stone e Billboard, a canção ficou entre as melhores do ano de 2015 em uma lista anual feita pelas duas revsitas.
"Wow" foi lançada em 2 de junho de 2016 como o segundo single do álbum..  Beck disse à rádio KROQ que "a canção "Wow" aconteceu completamente "fora de minha mente. Eu não escrevi nada disso. Foi apenas uma brincadeira no estúdio. Eu sequer pensei em lançá-la. Eu estava trabalhando em outra canção e "Wow" veio à minha mente." Ainda em 2016, a canção foi incluída na seção das 100 melhores músicas pop de 2016.
"Dear Life" foi lançada em 24 de agosto de 2017, coincidindo com a pré-venda do álbum. Foi enviada para playlists dos Estados Unidos e enviada ao top 40 das rádios da Itália em 8 de setembro de 2017 como o terceiro single internacional do álbum. "Up All Night" foi lançada em 18 de setembro de 2017, como o terceiro single nos Estados Unidos. Em seguida, enviou-se a canção para rádios no mês de setembro do mesmo ano. Por último, em 12 de outubro de 2017, a canção "Colors" foi lançada como a faixa-título do álbum.

## Recepção da crítica
| Críticas profissionais | Críticas profissionais |
| Pontuações agregadas   | Pontuações agregadas   |
| Fonte                  | Avaliação              |
| ---------------------- | ---------------------- |
| Metacritic             | 74/100                 |
| Avaliações da crítica  |                        |
| Fonte                  | Avaliação              |
| AllMusic               | 3.5 de 5 estrelas.     |
| Entertainment Weekly   | B+                     |
| Mojo                   | 3.0 de 5 estrelas.     |
| Q Magazine             | 4.0 de 5 estrelas.     |
| Slant Magazine         | 2.5 de 5 estrelas.     |
| Uncut                  | 4.0 de 5 estrelas.     |

O álbum Colors recebeu, de forma geral, críticas e avaliações positivas. No Metacritic, o álbum recebeu uma nota de 74 de 100, baseado em 23 avaliações. A revista Rolling Stone avaliou o álbum, afirmando que "o resultado é o "mais direto e esperado desde os anos noventa." Dan Weiss, do portal norte-americano de análise musical Consequence of Sound afirmou que "é possível ouvir o "resíduo marginal" do homem que conseguiu ser comparado com Dylan e Prince durante cinco anos. Ultimamente, não é possível encontrar essas comparações." A revista Q Magazine  citou que "o álbum é o menos anárquico da década, mas apresenta maior disciplina e menos excentricidade".

## Faixas
| N.º            | Título                  | Compositor(es)              | Produtor(es)     | Duração |  |
| 1.             | "Colors"                | Beck Greg Kurstin           | Beck Kurstin     | 4:41    |  |
| 2.             | "Seventh Heaven"        | Hansen Kurstin              | Beck Kurstin     | 5:00    |  |
| 3.             | "I'm So Free"           | Hansen Kurstin              | Beck Kurstin     | 4:07    |  |
| 4.             | "Dear Life"             | Hansen Kurstin              |                  | 3:44    |  |
| 5.             | "No Distraction"        | Hansen Kurstin              | Beck Kurstin     | 4:32    |  |
| 6.             | "Dreams" ((Colors Mix)) | Hansen Andrew Wyatt Kurstin | Beck Kurstin     | 4:57    |  |
| 7.             | "Wow"                   | Hansen Cole M. Greif-Neill  | Beck Cole M.G.N. | 3:40    |  |
| 8.             | "Up All Night"          | Hansen Kurstin              | Beck Kurstin     | 3:10    |  |
| 9.             | "Square One"            | Hansen Kurstin              | Beck Kurstin     | 2:55    |  |
| 10.            | "Fix Me"                | Hansen                      | Beck             | 3:13    |  |
| Duração total: | Duração total:          | Duração total:              | Duração total:   | 39:39   |  |

| Faixas bônus da edição deluxe |                |                      |                |         |  |
| N.º                           | Título         | Compositor(es)       | Produtor(es)   | Duração |  |
| 12.                           | "Dreams"       | Hansen Wyatt Kurstin | Beck Kurstin   | 5:14    |  |
| Duração total:                | Duração total: | Duração total:       | Duração total: | 44:53   |  |